# Wallace Collection

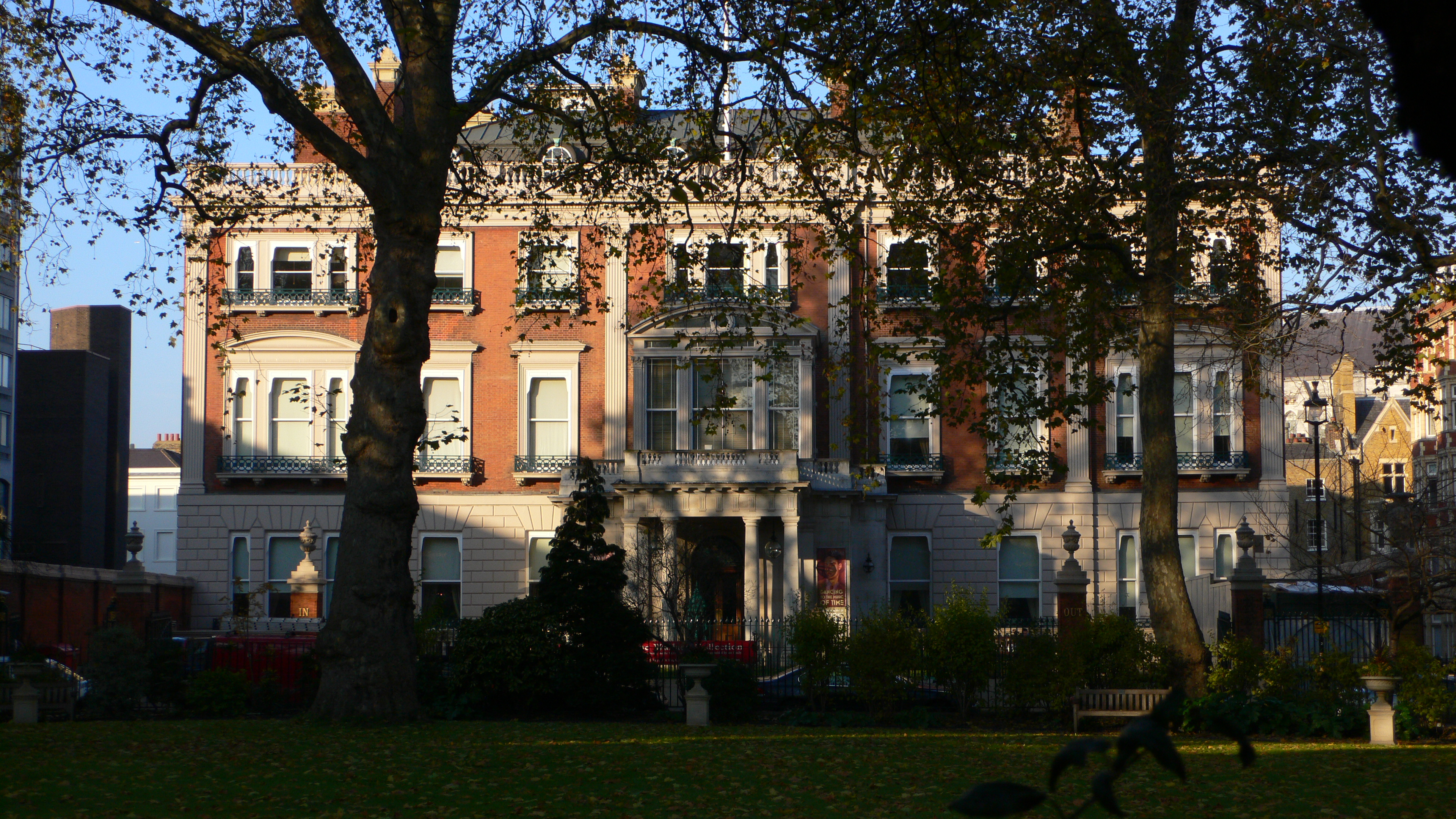
Das Gebäude der Wallace Collection

Die Wallace Collection ist ein Kunstmuseum in London (Westminster). Es entstand aus der Privatsammlung von Sir Richard Wallace, die von seiner Witwe 1897 dem britischen Staat vermacht wurde. Das Museum wurde 1900 im Hertford House am Manchester Square für das Publikum geöffnet. Der Eintritt ist frei.

## Bestände
Die Sammlung enthält unter anderem Gemälde von Tizian, Canaletto, Diego Velázquez, Rubens, Anthonis van Dyck, Rembrandt, Nicolas Poussin, Antoine Watteau, François Boucher, Jean-Honoré Fragonard, Eugène Delacroix, Joshua Reynolds und Thomas Gainsborough. Ein von Frans Hals 1624 geschaffenes Männerportrait der Sammlung ist unter dem für den heutigen Betrachter etwas irreführenden Titel "The Laughing Cavalier" in Großbritannien bis heute eines der bekanntesten Altmeistergemälde.
In der kunsthandwerklichen Sammlung befinden sich Porzellan aus Sèvres und Meißen, historische Waffen sowie die größte Sammlung französischer Kunstmöbel außerhalb von Frankreich.
Die Kunstwerke und -objekte der Wallace Collection stammen fast ausschließlich aus Europa (15. bis 19. Jahrhundert). Ausnahmen hiervon sind einige "orientalische Waffen" (u. a. aus Persien, Indien, Java, China) sowie eine bedeutende kleine Gruppe von Goldarbeiten der Aschanti.

## Ausgestellte Werke
(Auswahl)

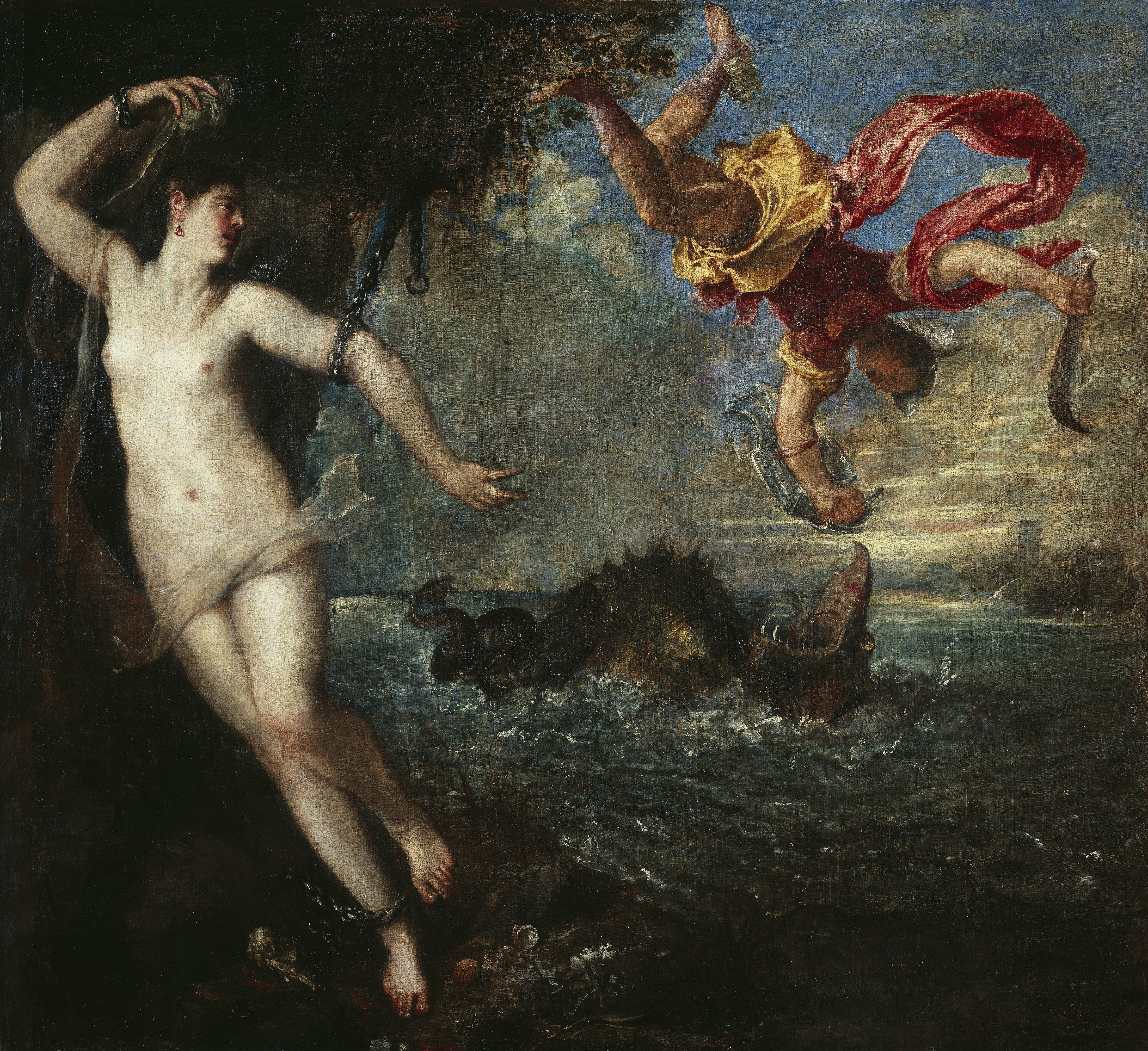
Tizian: Perseus und Andromeda
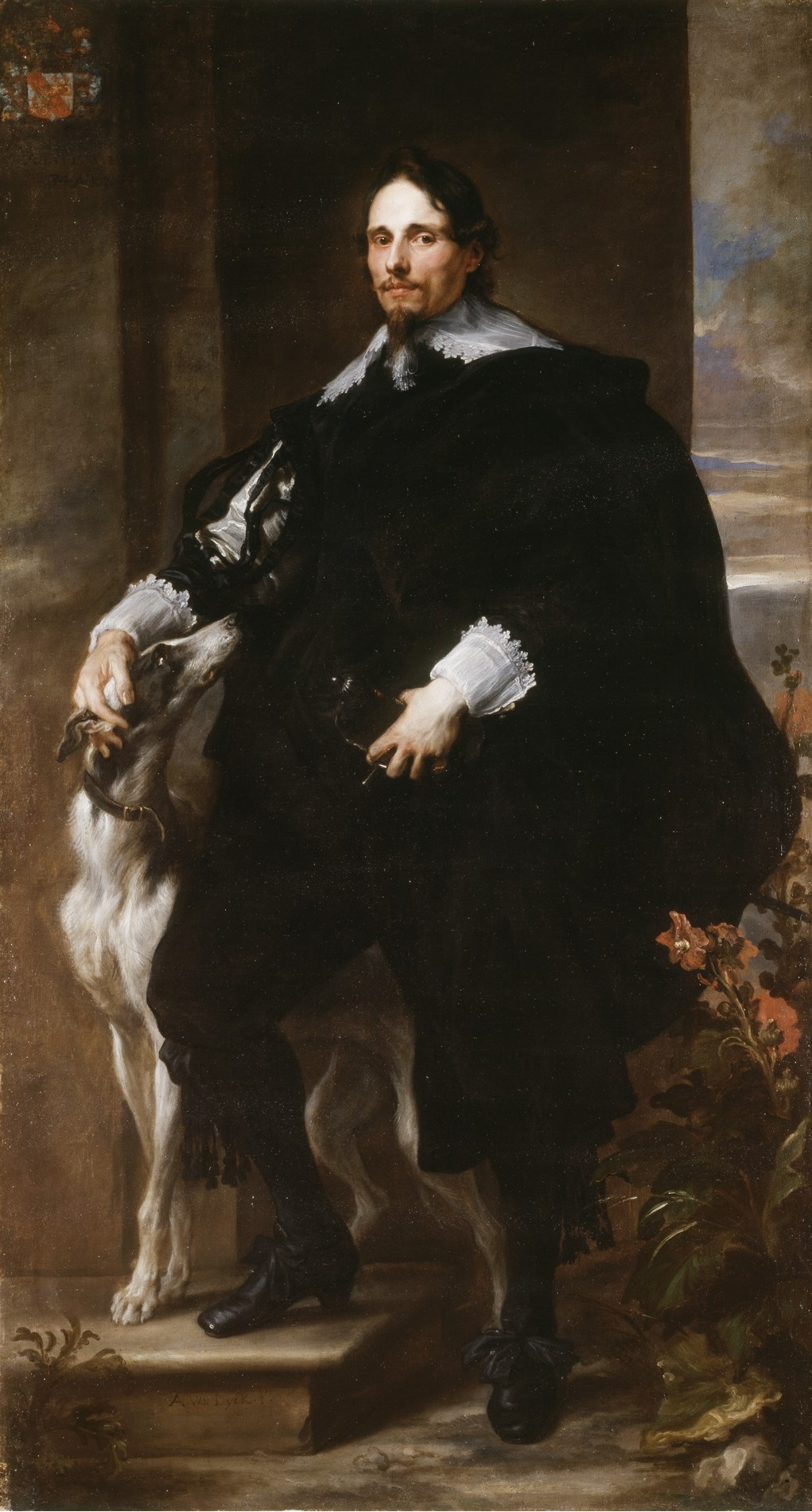
Anthonis van Dyck: Porträt des Philippe Le Roy
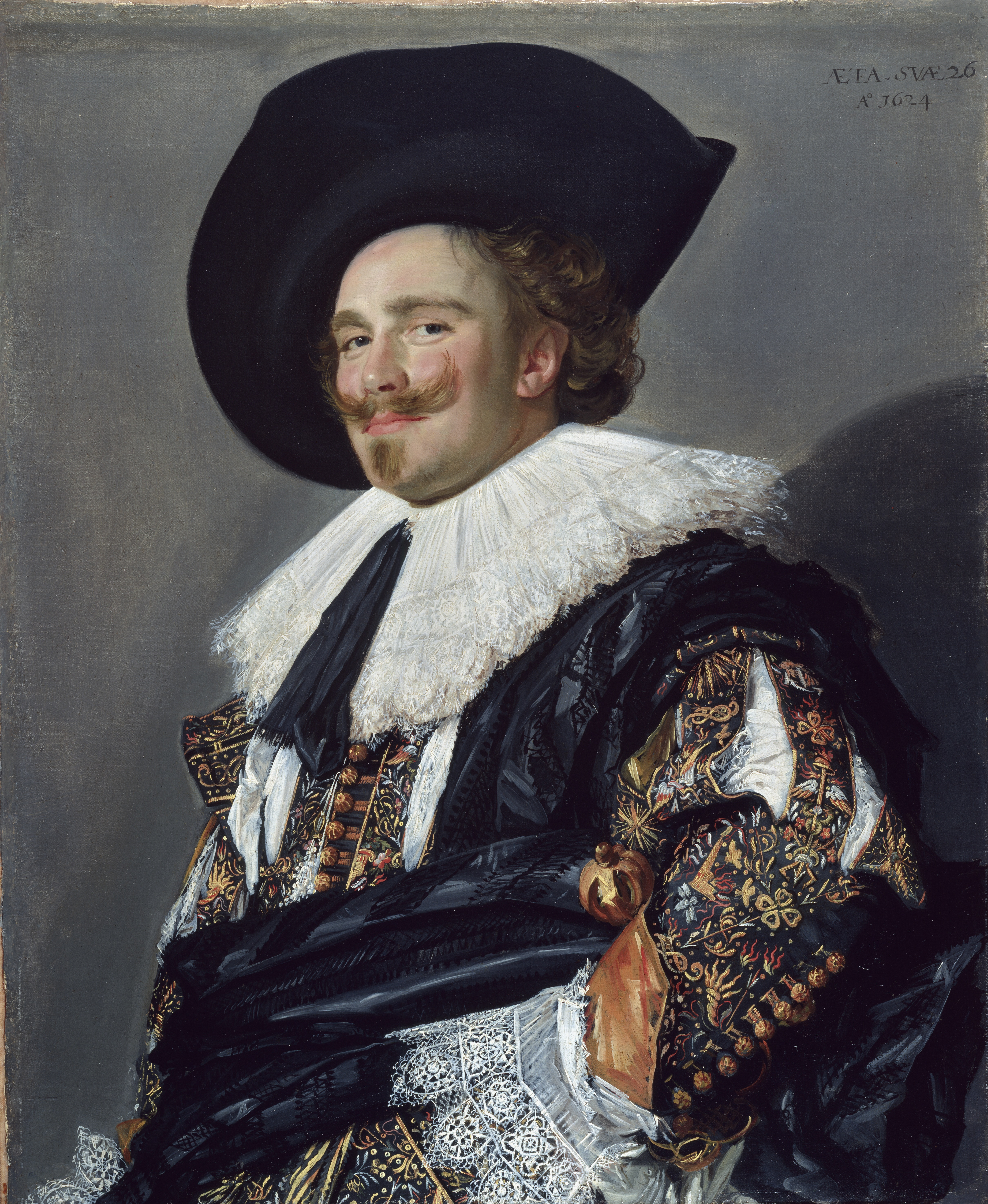
Frans Hals: Holländischer Kavalier
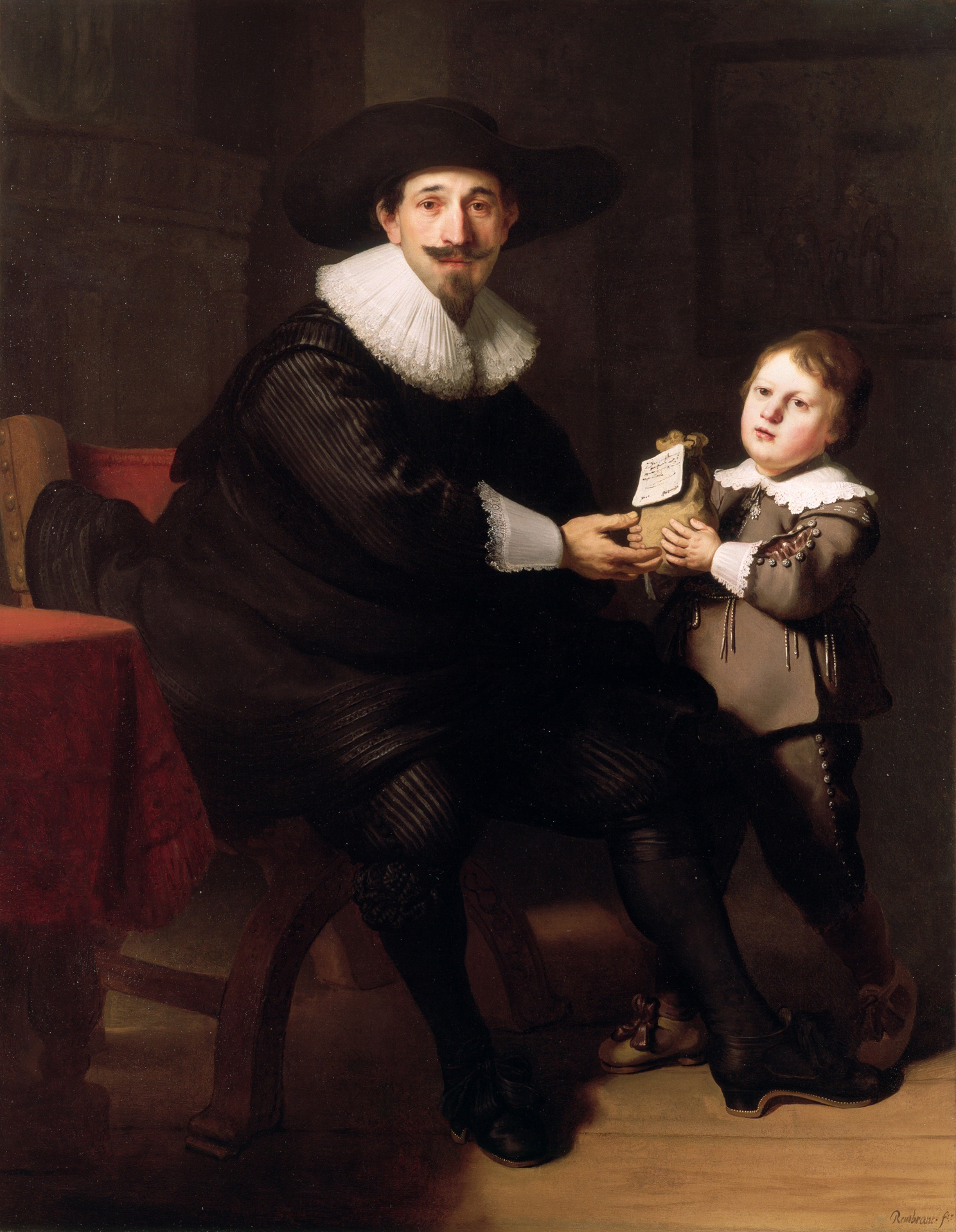
Rembrandt: Jan Pellicorne und sein Sohn Caspar
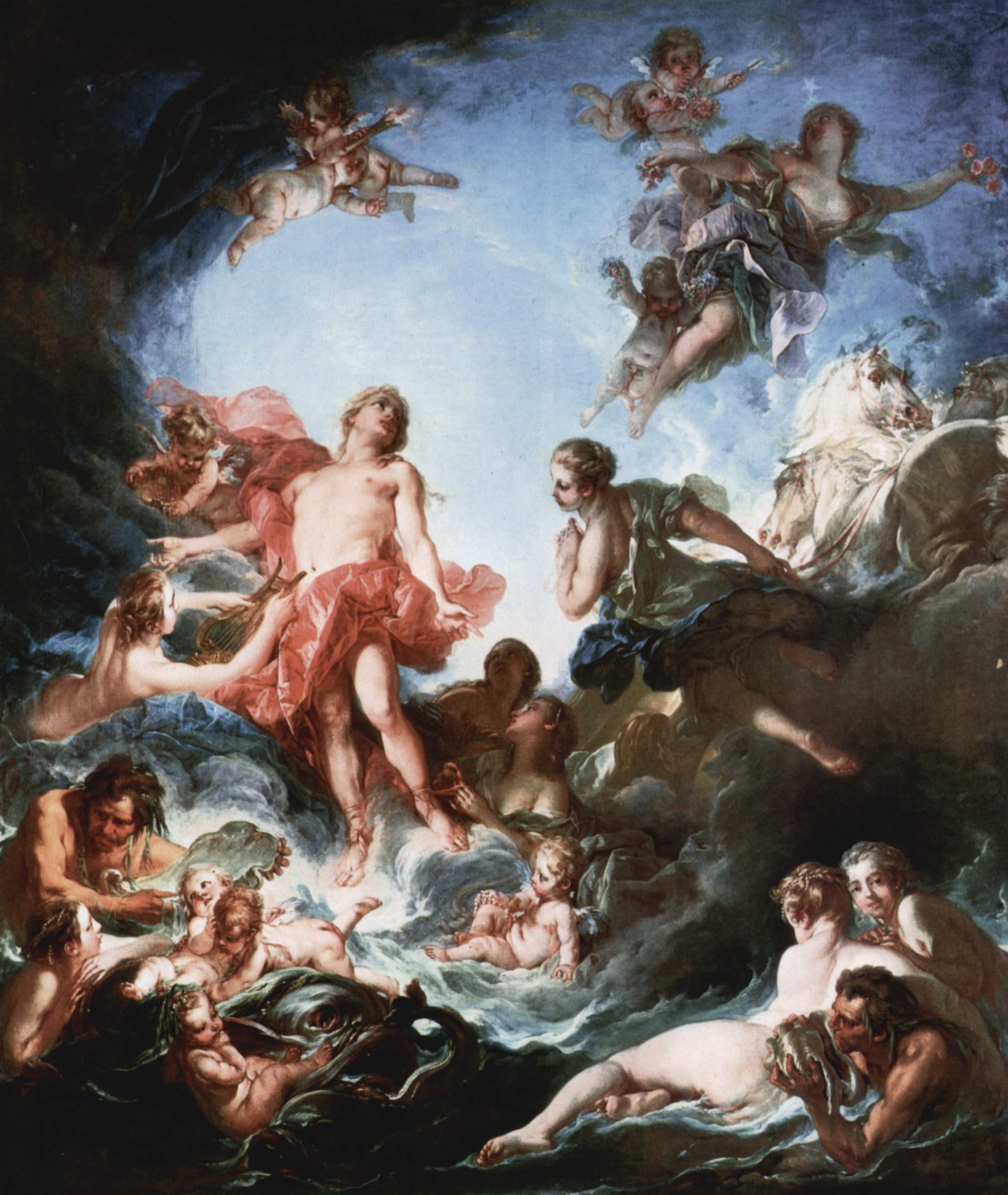
François Boucher: Sonnenaufgang
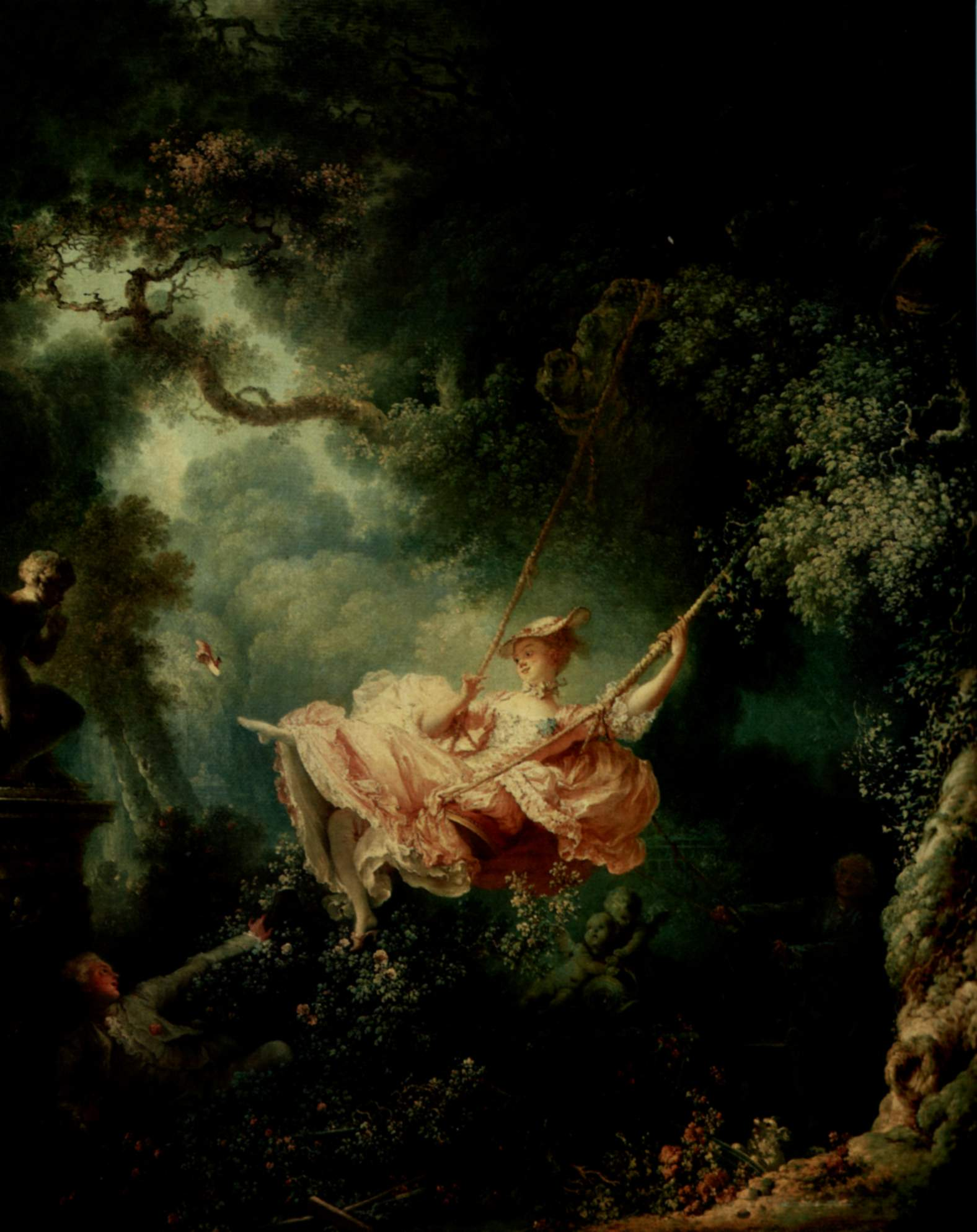
Jean-Honoré Fragonard: Die Schaukel
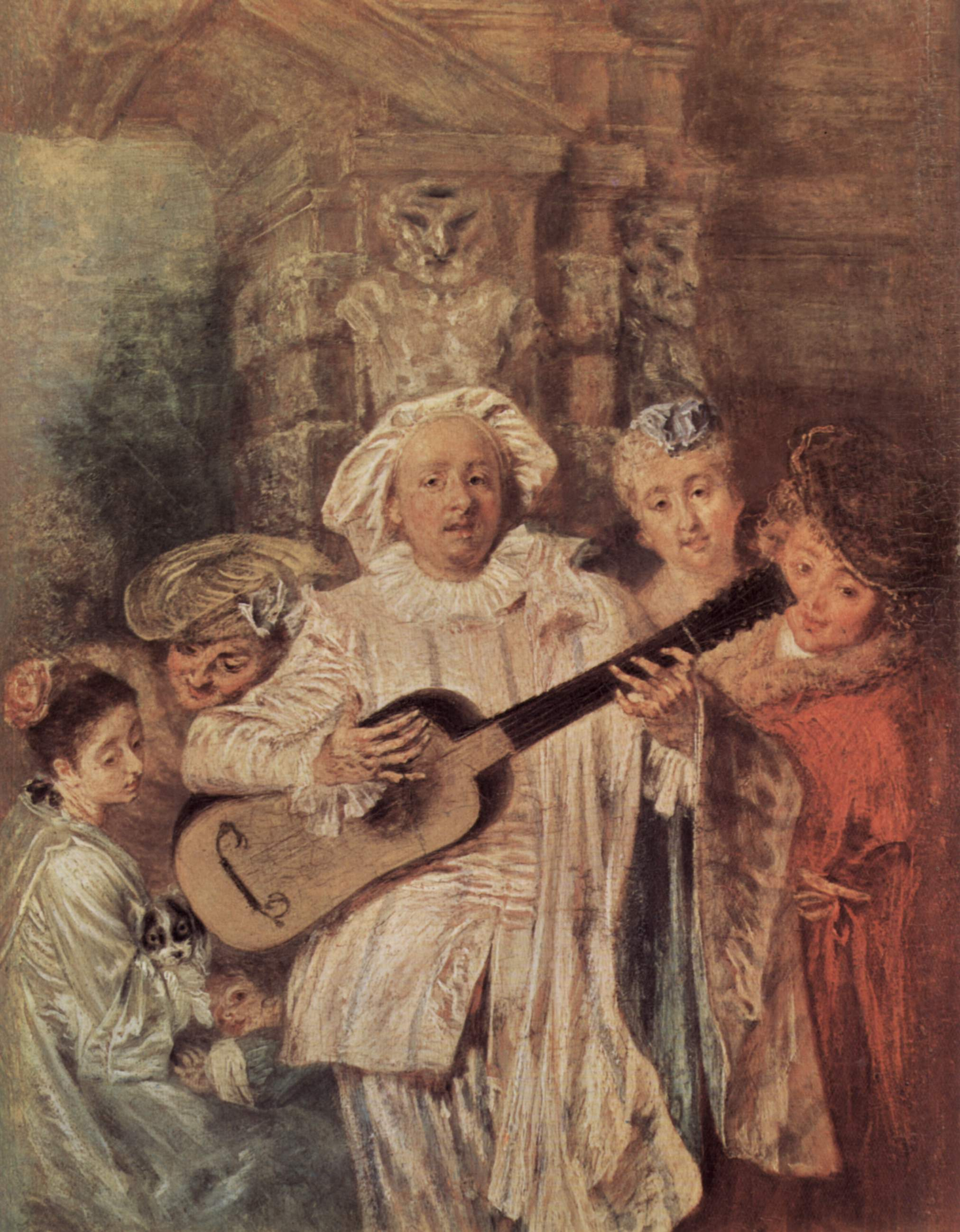
Antoine Watteau: Die Familie des Mezzetin
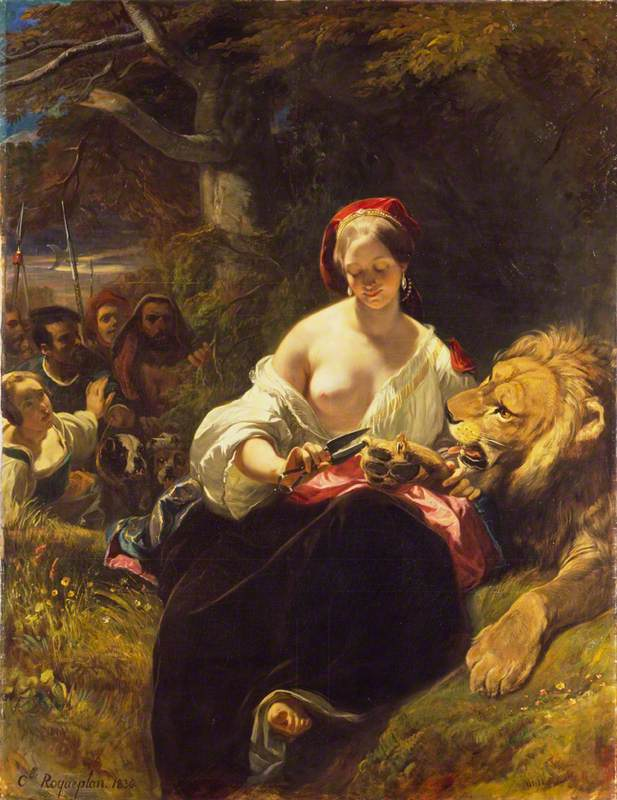
Camille Roqueplan: Der verliebte Löwe
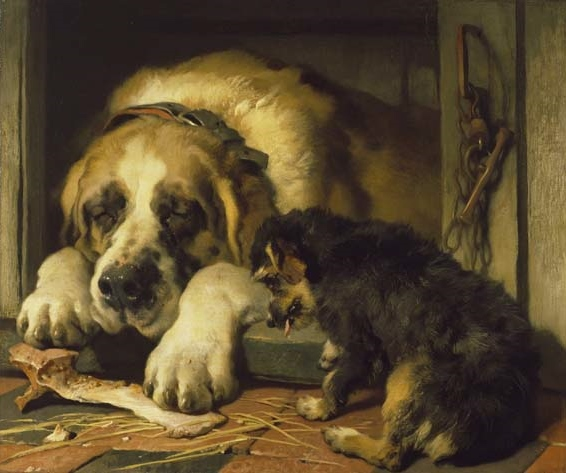
Edwin Henry Landseer: Doubtful Crumbs